# Nabis ferus
Nabis ferus là một loại rệp ở họ Nabidae.

## Hình ảnh

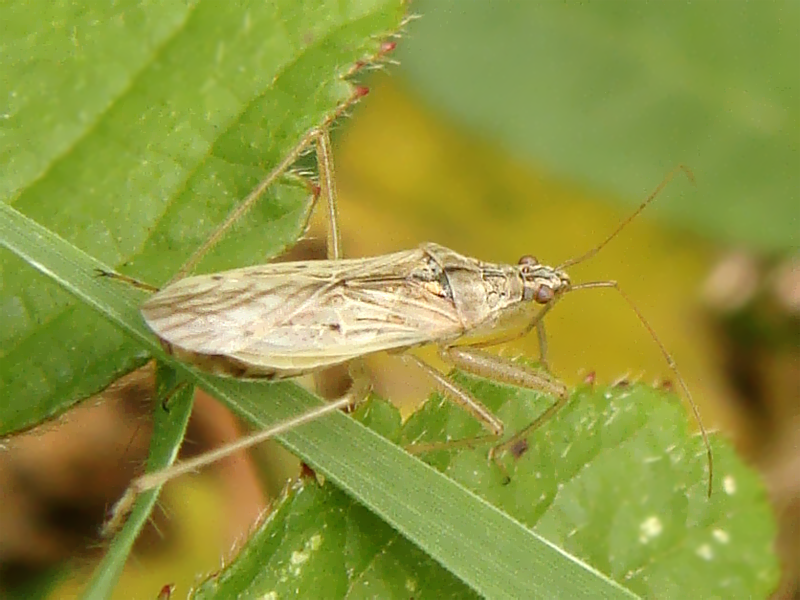